# Hippocampus nalu
Hippocampus nalu is een zeepaardsoort welke in mei 2020 voor het eerst beschreven werd als nieuwe soort. De zeepaardjes worden ongeveer zo groot als een rijstkorrel. De soort werd ontdekt in de Sodwanabaai in KwaZoeloe-Natal, Zuid-Afrika. Het is het eerste pygmeezeepaardje dat in de Indische Oceaan is aangetroffen.

## Uiterlijk
De volwassen dieren van de soort worden hooguit 2 centimeter lang. Het lijf van de dieren heeft een honingbruine kleur, de staart is roodkleurig. Deze kleurcombinatie is gezien de leefomgeving een prima schutkleur.
De meeste pygmeezeepaardjes hebben een rij van stekels op de rug welke afgeplat zijn. De Hippocampus nalu heeft ook zo'n rij stekels op de rug, maar deze zijn scherp en snijtandvormig. In plaats van één rugvin, heeft deze soort er twee. Het heeft één kieuwspleet hoog bovenaan de rug, in plaats van twee onderaan het hoofd. Alle pygmeezeepaardjes hebben er één, terwijl grote zeepaardjes er twee hebben.

## Leefgebied
In 2017 ontdekte duikinstructrice Savannah Nalu Olivier in de Sodwanabaai tussen de algen en het zand een zeepaardje dat zij nog nooit gezien had. De zeebioloog Richard Smith kreeg de foto’s in 2018 voor ogen. De vondst verbaasde de onderzoekers, omdat pygmeezeepaardjes in principe alleen in de Koraaldriehoek leven. Er waren tot deze ontdekking 7 andere pigmeezeepaardjes bekend. Een andere soort is Hippocampus japapigu, welke voor de kust van Japan leeft. Het eerste bekende exemplaar van de soort H. nalu werd in mei 2020 beschreven. De soort is vernoemd naar de ontdekker. In Xhosa en Zulu betekent het woord nalu "hier is het".
De Sodwanabaai is een zanderige baai met grote keien en een sterke deining. De zeepaardjes lijken zich niet vast te kunnen houden en lijken er ook weinig moeite mee te hebben dat ze rondgeslingerd worden door de deining en soms zelfs bedolven raken onder het zand.